# 국민혁명충렬사

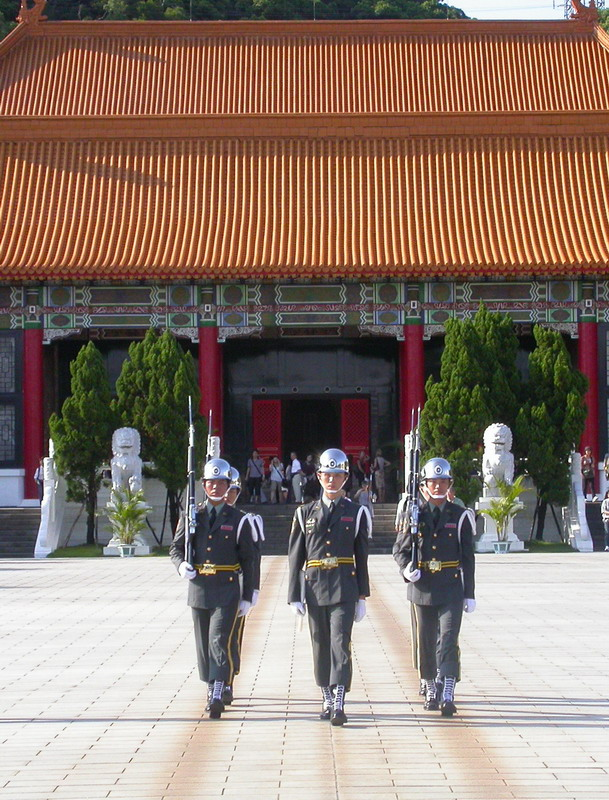
충렬사 육군 의장대원들의 근무교대식

국민혁명충렬사(중국어: 國民革命忠烈祠, 병음: Guómín Gémìng Zhōngliècí)는 타이완에서 항일 전선과 중화민국 정부를 위해 목숨을 바친 영령을 모시기 위해 1969년에 세워졌다. 정문에서는 매 시간마다 위병 교대식이 펼쳐진다. 청년의 날과 군인의 날에는 기념식이 열린다.

## 제신
- 중화민국 건국 공신.(흥중회, 동맹회 등. 황화강 사건 순절자들도.)
- 중일 전쟁, 국공 내전 등에서의 전사자.

## 같이 보기
- 야스쿠니 신사 논쟁
- 중화문명부흥운동
- 사당
- 무명 용사의 무덤
- 알링턴 국립묘지
- 발홀
- 발할라 (독일)